# White & Nerdy
 (novembre 2011).
Si vous disposez d'ouvrages ou d'articles de référence ou si vous connaissez des sites web de qualité traitant du thème abordé ici, merci de compléter l'article en donnant les références utiles à sa vérifiabilité et en les liant à la section « Notes et références ».

White and Nerdy est une chanson de Weird Al Yankovic,elle est sortie en tant que deuxième single de son album Straight Outta Lynwood. La chanson est une parodie du titre  Ridin' du rappeur Chamillionaire.
Le single sorti le 12 septembre 2006 a atteint la 9e du Billboard Hot 100.

## Liste des chansons du single
1. White & Nerdy – 2:50
2. Don't Download This Song – 3:54

## Vidéoclip
La vidéo montre Yankovic, habillé en nerd stéréotypé avec un polo boutonné, un pantalon habillé et des lunettes à monture en corne, essayant de s'intégrer aux « gangsters ».
Yankovic est vu la nuit dansant devant un ensemble de fusées éclairantes disposées en forme de Pac-Man, semblable au plan de Chamillionaire devant la figure d'un lézard, son logo personnel. Une autre scène répétée montre Yankovic avec Donny Osmond dansant devant l'équation de Schrödinger, imitant les plans de Chamillionaire et Krayzie Bone de la vidéo Ridin. 
Alors que la vidéo de Chamillionaire se termine avec l'artiste lançant « The H » qui est un signe de main représentant sa ville natale de Houston (parfois confondue avec un signe de gang) à la caméra, White & Nerdy se termine par Yankovic donnant une version erronée du salut vulcain (son pouce est contre le côté de sa main au lieu d'être perpendiculaire).